# Liste der Biografien/Mcb
Liste der Biografien |
Portal Biografien |
Personensuche
# |
A |
B |
C |
D |
E |
F |
G |
H |
I |
J |
K |
L |
M |
N |
O |
P |
Q |
R |
S |
T |
U |
V |
W |
X |
Y |
Z |
?
 
Ma |
Mb |
Mc |
Md |
Me |
Mf |
Mg |
Mh |
Mi |
Mj |
Mk |
Ml |
Mm |
Mn |
Mo |
Mp |
Mq |
Mr |
Ms |
Mt |
Mu |
Mv |
Mw |
Mx |
My |
Mz
 
Mca |
Mcb |
Mcc |
Mcd |
Mce |
Mcf |
Mcg |
Mch |
Mci |
Mcj |
Mck |
Mcl |
Mcm |
Mcn |
Mco |
Mcp |
Mcq |
Mcr |
Mcs |
Mct |
Mcu |
Mcv |
Mcw
Die Liste der Biografien führt alle Personen auf, die in der deutschsprachigen Wikipedia einen Artikel haben. Dieses ist eine Teilliste mit 92 Einträgen von Personen, deren Namen mit den Buchstaben „Mcb“ beginnt.

## Mcb

### Mcba
- McBain, Andrew (* 1965), kanadischer Eishockeyspieler
- McBain, Diane (1941–2022), US-amerikanische Schauspielerin
- McBain, Ed (1926–2005), US-amerikanischer Schriftsteller und DrehbuchautorEd McBain (1926–2005)

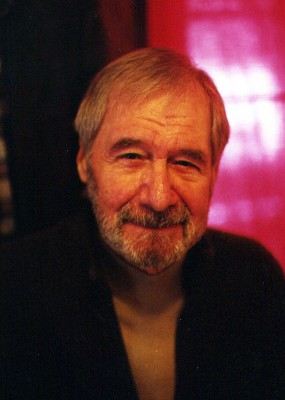
Ed McBain (1926–2005)

- McBain, Emmett (1935–2012), US-amerikanischer Grafik-Designer
- McBain, Howard Lee (1880–1936), US-amerikanischer Politologe
- McBain, Jack (* 2000), kanadischer Eishockeyspieler
- McBain, James (* 1978), schottischer Snookerspieler
- McBain, James William (1882–1953), kanadischer Chemiker (Kolloidchemie)
- McBain, Jamie (* 1988), US-amerikanischer Eishockeyspieler
- McBain, John (* 1963), US-amerikanischer Gitarrist und Songwriter
- McBain, Molly (* 1998), kanadische Beachvolleyballspielerin
- McBain, Scott (* 1960), schottischer Autor
- McBannon, Jack (* 1981), deutscher Sänger und Songwriter
- McBath, Lucy (* 1960), amerikanische Politikerin der Demokratischen Partei
- McBay, Shirley (1935–2021), amerikanische Chemikerin, Mathematikerin und Hochschullehrerin

### Mcbe
- McBean, Angus (1904–1990), walisischer Fotograf, Bühnenbildner und Kultfigur des Surrealismus
- McBean, Brett (* 1978), australischer Autor von Thrillern und Horrorliteratur
- McBean, Marnie (* 1968), kanadische Ruderin
- McBean, Wayne (* 1969), kanadischer Eishockeyspieler
- McBeath, Michael (* 1950), simbabwischer Radrennfahrer
- McBeath, Tom (* 1958), kanadischer Schauspieler
- McBeath, William (1856–1917), schottischer Fußballspieler
- McBee, Cecil (* 1935), US-amerikanischer Jazzbassist
- McBee, Lee (1951–2014), US-amerikanischer Bluessänger und Harmonikaspieler
- McBeth, William Francis (1933–2012), US-amerikanischer Komponist und Dozent

### Mcbi
- McBirnie, Bill (* 1953), kanadischer Jazzflötist

### Mcbr
- McBrain, Nicko (* 1952), britischer SchlagzeugerNicko McBrain (* 1952)

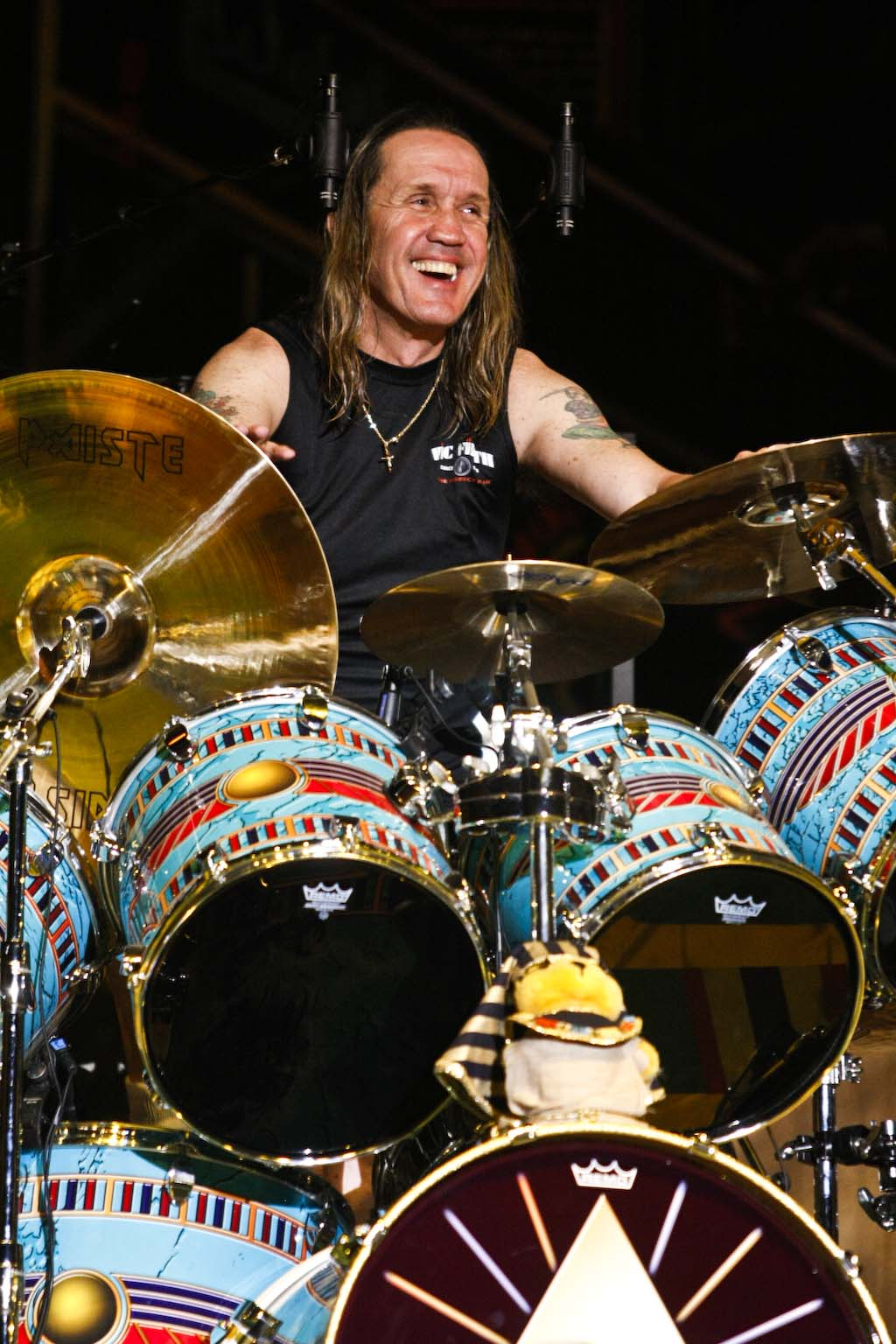
Nicko McBrain (* 1952)

- McBrayer, Jack (* 1973), US-amerikanischer Schauspieler und Komiker
- McBrayer, Terry (1937–2020), US-amerikanischer Rechtsanwalt und Politiker
- McBreen, Chris (* 1972), neuseeländischer Snookerspieler
- McBreen, Daniel (* 1977), australischer Fußballspieler
- McBreen, Tom (* 1952), US-amerikanischer Schwimmer
- McBride, Brandon (* 1994), kanadischer Leichtathlet
- McBride, Brian (* 1972), US-amerikanischer Fußballspieler
- McBride, Brock (* 1986), kanadischer Eishockeyspieler
- McBride, Chi (* 1961), US-amerikanischer SchauspielerChi McBride (* 1961)

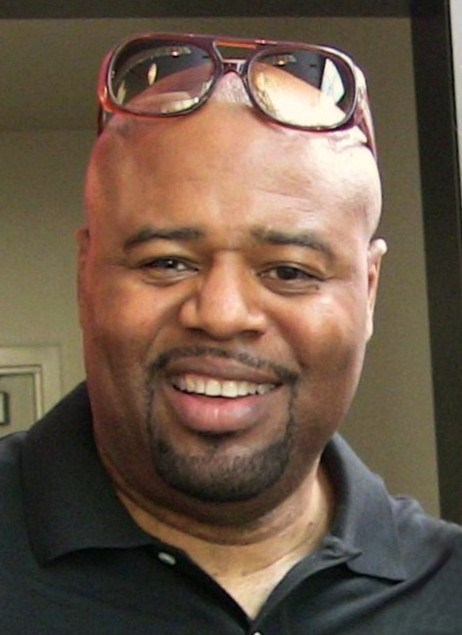
Chi McBride (* 1961)

- McBride, Christian (* 1972), amerikanischer Jazzbassist
- McBride, Christopher (* 1984), US-amerikanischer Jazzmusiker
- McBride, Danny (* 1976), US-amerikanischer Drehbuchautor, Filmproduzent und Schauspieler
- McBride, Darl (1959–2024), US-amerikanischer Manager; Geschäftsführer der SCO Group Inc.
- McBride, David (* 1963), australischer Whistleblower und Militäranwalt
- McBride, Dennis (* 1953), US-amerikanischer Politiker
- McBride, Eimear (* 1976), britische Schriftstellerin
- McBride, Elizabeth (1955–1997), US-amerikanische Kostümdesignerin
- McBride, George W. (1854–1911), US-amerikanischer Politiker
- McBride, Henry (1856–1937), US-amerikanischer Politiker
- McBride, Horace L. (1894–1962), US-amerikanischer General
- McBride, James (1873–1899), schottischer Fußballspieler
- McBride, James (* 1957), US-amerikanischer Schriftsteller
- McBride, Jim (* 1941), US-amerikanischer Drehbuchautor, Fernseh- und Filmproduzent und Regisseur
- McBride, John R. (1832–1904), US-amerikanischer Politiker
- McBride, Jon (1943–2024), US-amerikanischer Astronaut
- McBride, Joseph (* 1947), US-amerikanischer Filmhistoriker und Autor
- McBride, Katharine Elizabeth (1904–1976), US-amerikanische Psychologin und Hochschullehrerin
- McBride, Kayla (* 1992), US-amerikanische Basketballspielerin
- McBride, Kevin (* 1973), irischer Boxer
- McBride, Martina (* 1966), US-amerikanische Countrysängerin
- McBride, Mary Margaret (1899–1976), US-amerikanische Radiomoderatorin, Journalistin und Schriftstellerin
- McBride, Melissa (* 1965), US-amerikanische SchauspielerinMelissa McBride (* 1965)

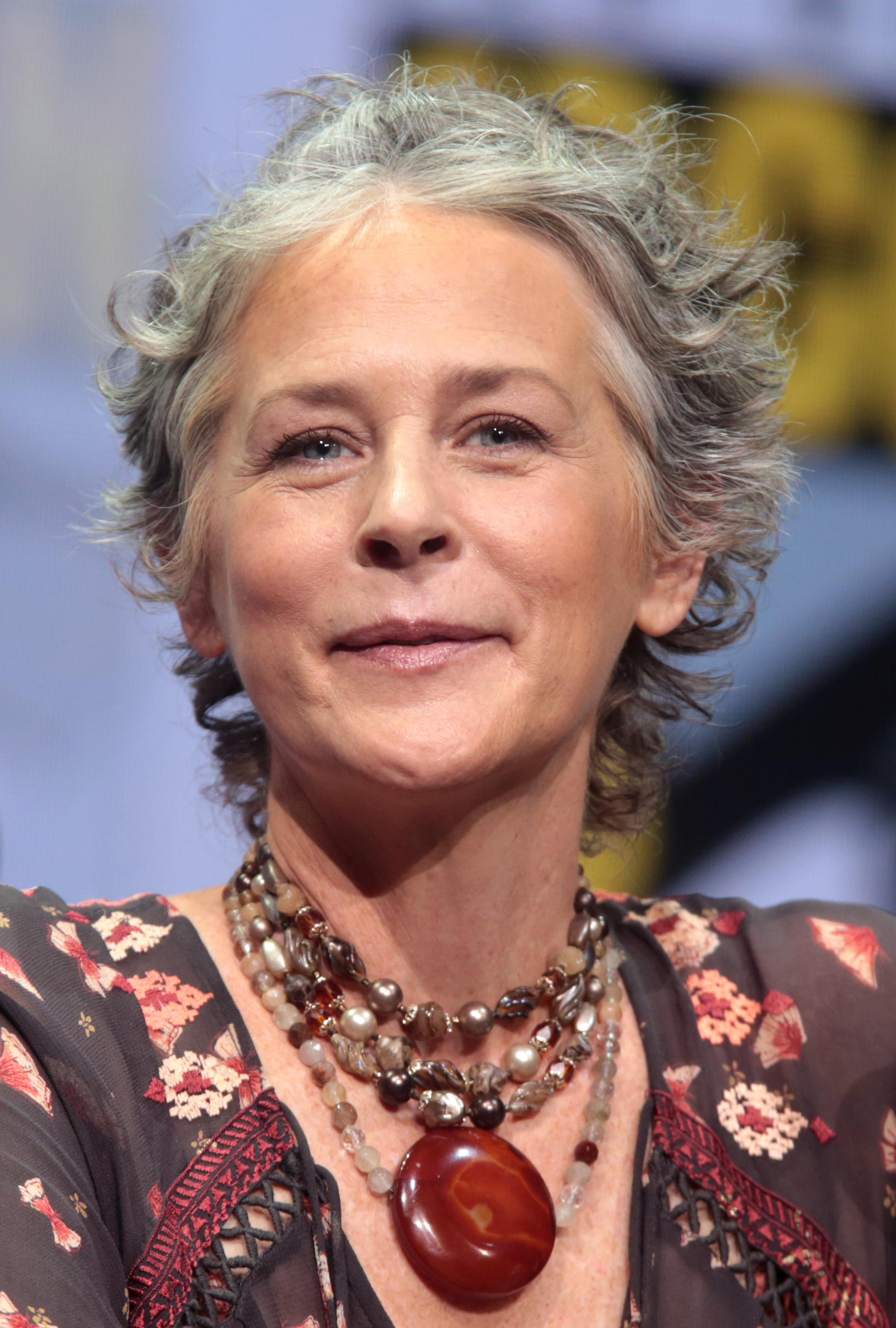
Melissa McBride (* 1965)

- McBride, Nate (* 1971), US-amerikanischer Jazzbassist
- McBride, Rachel (* 1978), kanadische Triathletin
- McBride, Richard, Spezialeffektkünstler
- McBride, Richard (1870–1917), kanadischer Politiker
- McBride, Rita (* 1960), US-amerikanische Künstlerin
- McBride, Robert (1911–2007), US-amerikanischer Komponist
- McBride, Robert Gene (1931–2007), US-amerikanischer Filmproduzent, Filmregisseur und Drehbuchautor
- McBride, Ryan (1989–2017), nordirischer Fußballspieler
- McBride, Samuel (1866–1936), 41. Bürgermeister von Toronto
- McBride, Sarah (* 1990), US-amerikanische LGBT-Aktivistin und Politikerin der US-Demokraten
- McBride, Scott, kanadischer Skeletonpilot
- McBride, Simon (* 1979), Sänger, Songwriter, Produzent, Gitarrist und DozentSimon McBride (* 1979)

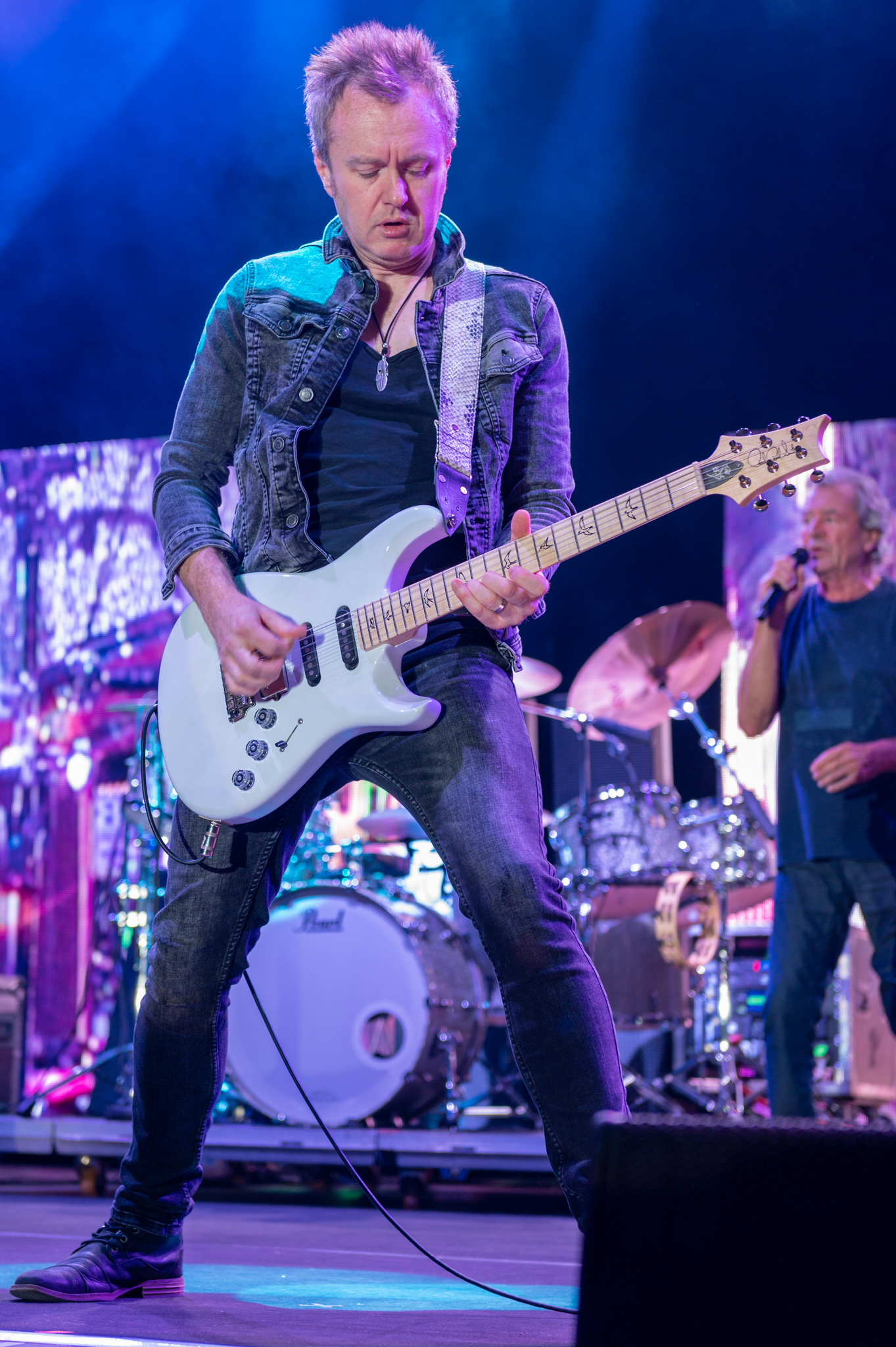
Simon McBride (* 1979)

- McBride, Tom (1952–1995), amerikanisches Model und Schauspieler
- McBride, Trey (* 1999), US-amerikanischer American-Football-Spieler
- McBride, Walter (* 1964), US-amerikanischer Basketballspieler
- McBride, Will (1931–2015), US-amerikanischer Fotograf
- McBride, William (1927–2018), australischer Gynäkologe
- McBride, William V. (1922–2022), US-amerikanischer Offizier, General der US Air Force
- McBride, Willie John (* 1940), irischer Rugbyspieler
- McBride, Woody (* 1967), US-amerikanischer Musiker, Musikproduzent, Labelbetreiber und DJ
- McBride, Zoe (* 1995), neuseeländische Ruderin
- McBrine, Andy (* 1993), nordirischer Cricketspieler
- McBroom, Amanda (* 1947), US-amerikanische Schauspielerin, Sängerin, Songschreiberin und Kabarettistin
- McBroom, Kelly (* 1989), kanadische Skirennläuferin
- McBrowne, Lennie (* 1933), US-amerikanischer Jazz-Schlagzeuger
- McBryde, Archibald (1766–1816), US-amerikanischer Politiker
- McBryde, Ashley (* 1983), amerikanische Country-Sängerin und Songwriterin
- McBryde, John (* 1939), australischer Hockeyspieler

### Mcbu
- McBurney, Andrew (1817–1894), US-amerikanischer Politiker
- McBurney, Charles (1845–1913), US-amerikanischer Chirurg
- McBurney, Charles (* 1957), US-amerikanischer Politiker
- McBurney, Simon (* 1957), britischer Schauspieler, Autor und RegisseurSimon McBurney (* 1957)

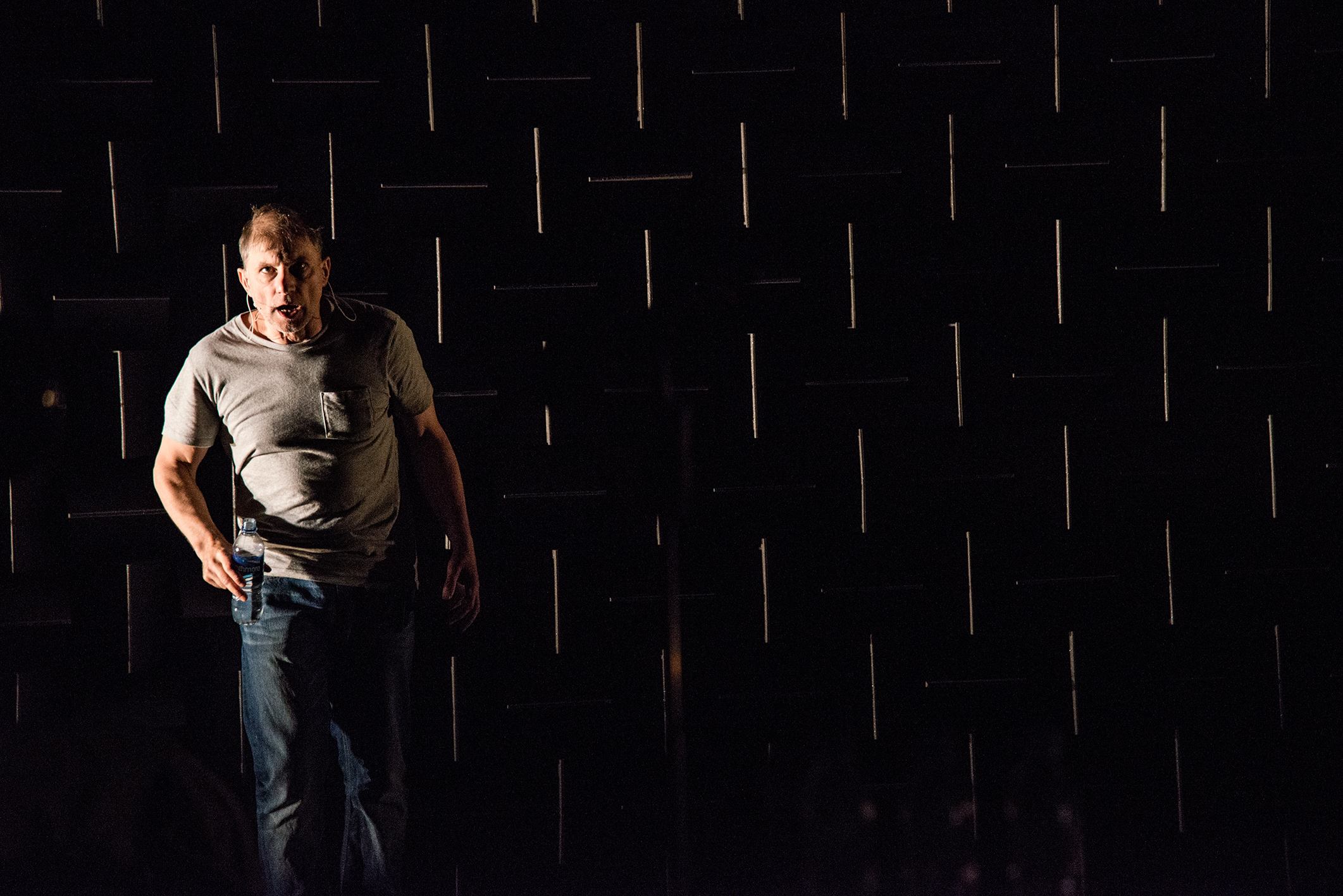
Simon McBurney (* 1957)

- McBurnie, Oliver (* 1996), schottischer Fußballspieler